# يوليوس كاري (لاعب كرة قدم أمريكية)
يوليوس كاري (بالإنجليزية: Julius Curry)‏ هو لاعب كرة قدم أمريكية أمريكي، ولد في 17 مايو 1979 في ديترويت في الولايات المتحدة.

## وصلات خارجية
- يوليوس كاري على موقع مرجع كرة القدم المحترفة.كوم (الإنجليزية)